# Sakura (Chiba)

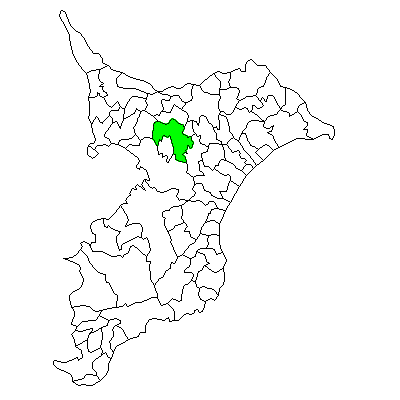
Situation de Sakura dans la préfecture de Chiba.

Pour les articles homonymes, voir Sakura (homonymie).
Sakura (佐倉市, Sakura-shi) est une ville de la préfecture de Chiba, au Japon.

## Géographie

### Situation
Sakura est située au centre-nord de la préfecture de Chiba, sur le plateau de Shimōsa.

### Municipalités limitrophes
| Inzai             | Inzai  | Shisui    |
| Yachiyo           | Sakura | Yachimata |
| Chiba, Yotsukaidō | Chiba  | Yachimata |

### Démographie
Au 30 novembre 2018, la population de Sakura était de 175 861 habitants répartis sur une superficie de 103,69 km2.

### Hydrographie
Le lac Inba se trouve au nord de la ville.

### Climat
Sakura a un climat subtropical humide caractérisé par des étés chauds et des hivers frais avec peu ou pas de chutes de neige. La température annuelle moyenne est de 14,8 °C. Les précipitations annuelles moyennes sont de 1 455,9 mm, octobre étant le mois le plus humide.

## Histoire
La région actuelle de Sakura est habitée depuis la préhistoire et les archéologues ont trouvé de nombreux tumulus funéraires de la période Kofun, ainsi que les restes d'un temple bouddhiste de la période Hakuhō. Durant les époques de Kamakura et Muromachi, la zone était contrôlée par le clan Chiba. Après la défaite du clan Chiba, la région passa sous le contrôle de Tokugawa Ieyasu, qui chargea Doi Toshikatsu de reconstruire le château des Chiba (le château de Sakura) et de régner sur le domaine de Sakura. Sous le shogunat Tokugawa, le domaine de Sakura fut gouverné pendant la majeure partie de l'époque d'Edo par le clan Hotta.
Le bourg moderne de Sakura est créé le 1er avril 1889 à la suite de l'établissement du système de municipalités modernes. Il obtient le statut de ville le 31 mars 1954.

## Culture locale et patrimoine
- Musée national d'histoire japonaise
- Kawamura Memorial Museum
- Parc des vestiges du château de Sakura

## Transports
Sakura est desservie par les lignes des compagnies JR East et Keisei, ainsi que par la ligne de transport hectométrique Yamaman Yūkarigaoka. La gare de Sakura est la principale gare de la ville.

## Personnalités liées à la ville
- Tsuda Sen (1837-1908), agronome et enseignant
- Hayashi Tadasu (1850-1913), diplomate et homme politique